# Фіалкович (українське прізвище)
Фіалкович — українське прізвище. За «Словником сучасних українських прізвищ», воно означає «син фіалки». Таке тлумачення ґрунтується, мабуть, на тому, що прізвища з суфіксом -вич вважаються патронімічними. Можна припустити, що носії прізвища "Фіалкович" успадкували свою родову назву від когось, хто мав прізвисько, пов'язане з фіалкою. Фіалкович, що очевидно, є прізвищем флоронімічним. Прізвище Фіалкович не належить до найрозповсюдженіших в Україні. Важко сказати, коли воно виникло. Тут треба взяти до уваги часові рамки становлення українських прізвищ загалом.

## Про становлення українських прізвищ
Відомий дослідник української антропології М. Л. Худаш схилявся до думки, що процес стабілізації українських прізвищ закінчився в основному в кінці XVIII - на початку ХІХ ст. У своїй статті "З історії формування і становлення українських прізвищ" він зазначає, що вживання назв прізвищевого типу в Україні було загальноприйнятим і мало давні традиції вже в XIV- XVIII ст. Проте, на думку науковця, численні давні писемні пам'ятки дають багато свідчень того, що українські особові назви цього типу (як і взагалі особові назви) не підлягали в ті часи жодному нормуванню. Українські особові назви прізвищевого типу, за словами М. Л. Худаш, не можна вважати прізвищами до запровадження державної нормалізації особових назв, бо за практикою вживання вони не відповідають сучасному визначенню терміна "прізвище". У згаданій статті зазначалось, що найважливішим у плані такої нормалізації був патент цісаря Франциска І від 21 лютого 1805 року, згідно з яким обов'язок мати прізвище був поширений на все населення Галичини. На території України, що входила до складу Російської імперії, таке нормування почалося з 1826 року - з часу запровадження т. зв. "Нового гражданского уложения". До того часу українці послуговуватися радше прізвиськами, які необов'язково переходили у спадок нащадкам як родова назва.

## Про носіїв прізвища Фіалкович з Демні
У Францисканській метриці села Демня Дроговизького староства Бережанського циркулу (тепер Миколаївський район Львівської області) знаходимо інформацію, що в згаданому селі в будинку під номером 40 у 1821 році проживав Гринь Фіалкович.
У метричній книзі Греко-католицької митрополичої консисторії, що зберігається у Центральному державному історичному архіві України у м. Львові, є запис про смерть 30 грудня 1870 шестимісячної Анни Фіалкович, доньки Луки Фіалковича і Катерини Фіалкович (до шлюбу Лаврин), котрі проживали у тій же Демні в домі під номером 166.
У цій же метричній книзі є запис про народження 31 липня 1873 року в Демні Лаврентія Говенчука, хресним батьком якого був Петро Фіалкович.
З іншої метричної книги зі згаданого архіву дізнаємось, що в Луки і Катерини Фіалкович була ще одна донька - Розалія Фіалкович, яка вийшла заміж за Антонія Гайцлера і в якої 12 жовтня 1916 року народилася донька Єдвіга, охрещена як римо-католичка. Була у Розалії з Антонієм ще одна донька, Анна, теж римо-католичка, яка 11 травня 1919 року вийшла заміж за Теодора Зеховича, римо-католика, і в яких 10 квітня 1920 року народився син Михайло. Розалія Гайцлер (уроджена Фіалкович) померла в Демні 20 квітня 1920 року від тифу.
Із запису про народження в Демні 17 жовтня 1914 року Катерини Заблоцької дізнаємось, що її хресним батьком був Григорій Фіалкович.
У метричній книзі, що зберігається в Миколаївському районному ВРАГСі, є запис про народження 25 квітня 1913 року в Демні у сім'ї Пилипа Фіалковича (сина Андрія і Анастасії Фіалкович) і Анни Фіалкович сина -  Теодора Фіалковича. Хресним батьком Теодора був  Петро Фіалкович. З іншої метричної книги з того ж ВРАГСу дізнаємось, що 30 травня 1936 року Теодор Фіалкович побрався з Анною Розвадовською. Станом на 2017 рік у селі Демня проживають діти Теодора (в селі його називали більше Федором, Федем; ще у нього було прізвисько Прус) і Анни Фіалкович: Мирон Фіалкович і Лілія Шундаревська (уроджена Фіалкович). Ще одна донька Теодора і Анни, Марія Фіалкович, проживає не в Демні.